# August Wilhelm von Preußen

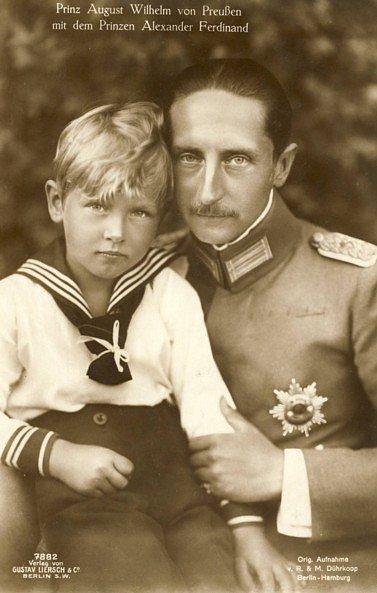
August Wilhelm von Preußen z synem Aleksandrem

August Wilhelm Heinrich Günther Viktor von Preußen, zw. Auwi (ur. 29 stycznia 1887 w Poczdamie, zm. 25 marca 1949 w Stuttgarcie) – niemiecki książę, wyższy rangą oficer SA.

## Życiorys
August Wilhelm urodził się jako czwarty syn pruskiej pary książęcej, niemieckiego następcy tronu cesarskiego Fryderyka Wilhelma i jego żony Augusty Wiktorii w poczdamskim zamku. Dzieciństwo i młodość spędził jednak wraz z rodzeństwem w Pałacu Sanssouci. Jak przystało na księcia pruskiego i syna cesarskiego nauki przyjmował prywatnie podczas pobytu w Domu Książęcym w Plön. Po złożeniu państwowego egzaminu kończącego liceum i przystąpieniu do matury rozpoczął studia historyczne na uniwersytecie w Bonn. Następnie kontynuował naukę studiując w kierunkach ekonomii i socjologii na uniwersytetach w Berlinie i Strasburgu. W 1907, przy pomocy promotorskiej Friedricha Woltersa, obronił u Gustava von Schmollera pracę dyplomową otrzymując państwowy tytuł doktorski.
22 października 1908 w kaplicy berlińskiego zamku książę August Wilhelm zawarł związek małżeński ze swoją siostrą cioteczną, księżniczką Aleksandrą Wiktorią Holsztyńską. Młoda para książęca miała zamieszkać w zamku Schönhausen. Jednak cesarz miał dla nich inne plany, przeznaczył im willę Liegnitz, położoną w parku pałacowym Sanssouci. 26 grudnia 1912 narodziło się jedyne dziecko małżeństwa Augusta Wilhelma i Aleksandry Wiktorii – syn Aleksander Ferdynand. Za sprawą księżnej Aleksandry poczdamski dom stał się miejscem spotkań i debat artystów, w których chętnie brał udział jej mąż.
Podczas I wojny światowej książę był landratem Ruppin w Brandenburgii. Siedzibą urzędu i miejscem zamieszkania naczelnika został zamek w Rheinsbergu. Osobisty adiutant księcia, Hans Georg von Mackensen, z którym książę przyjaźnił się od wczesnej młodości, odegrał ważną rolę w jego życiu. Znajomość z nim przyczyniła się do wykrycia u Augusta Wilhelma skłonności homoseksualnych. Nie krył się z tą wiadomością przed żoną i sam wystąpił o rozwód. Sprzeciwił się temu ojciec, Wilhelm II, mając nadzieję, że są to chwilowe skłonności seksualne syna wywołane kryzysem małżeńskim z Aleksandrą Wiktorią, które mogą ustąpić.
Krótko po zakończeniu wojny i upadku cesarstwa, August Wilhelm przekonał ojca, że nie ma już on żadnych zobowiązań zarówno wobec państwa jak i dynastii. Małżeństwo z Aleksandrą Wiktorią zostało rozwiązane w marcu 1920, przy czym August Wilhelm zgodził się na przyjęcie winy upadku rodziny na siebie. Prawo do opieki nad wspólnym synem zostało przyznane w sierpniu Augustowi Wilhelmowi. Niedługo po zakończeniu szeregu spraw sądowych związanych z rozwodem i podziałem majątku dotarła do Augusta Wilhelma wiadomość o zaręczynach jego przyjaciela Hansa G. von Mackensena z Winifredą, córką Konstantina von Neuratha. Związane z wydarzeniami powojennymi z prywatnego życia Augusta Wilhelma przeżycia wewnętrzne doprowadziły go do głębokiej depresji. Aby pozostawić przy sobie syna postanowił się leczyć – miały mu w tym pomóc lekcje rysunku pobierane u Arthura Kampfa.
W tym też czasie związał się August Wilhelm z nacjonalistyczną organizacją paramilitarną Stahlhelm głoszącą hasła monarchistyczne. W późniejszych latach organizacja ta przechodziła przemiany ideologiczne na skutek napływu do niej wielu działaczy narodowo-socjalistycznych.
Ostatecznie August Wilhelm uznał, że nie ma już żadnych zobowiązań wobec upadłego domu panującego, choć nie zrezygnował z działalności politycznej. 1 kwietnia 1930, za namową działaczy Stahlhelmu, a przede wszystkim Hansa G. von Mackensena, wstąpił do NSDAP. Otrzymał tam „honorowe członkostwo” z przyznanym 24. numerem. W październiku 1931 August Wilhelm wstąpił do służby w paramilitarnej bojówce NSDAP – SA w randze pułkownika (Standartenführer). Otwarcie popierał i propagował politykę Adolfa Hitlera oraz ideologię narodowego socjalizmu namawiając wielu znajomych do przychylności Hitlerowi. Z powodu swojej dyspozycyjności i bezgranicznego podziwu wobec führera, August Wilhelm był celem częstych żartów i ataków zarówno lewicowej prasy, nazywającej go Braunhemdchen Auwi („brunatny staniczek AuWi”, co miało związek z jego homoseksualizmem), kręgów opozycji rządowej (André François-Poncet nazwał go błaznem), jak i kół nazistowskich, skupionych zwłaszcza wokół Josepha Goebbelsa, który określał go jako „dobrodusznego, ale nieco głupiego chłopca”.
Jako członek byłej cesarskiej rodziny panującej został celowo użyty przez nazistów jako twarz kampanii wyborczej pozyskująca głosy niezdecydowanych, głównie rozczarowanych wojną i z sentymentem wspominających czasy monarchii. Był on częstym gościem spotkań wyborczych i wieców czołowych działaczy NSDAP, sam nie biorąc czynnego udziału w aparacie partii. Udział Augusta Wilhelma w kampanii przed wyborami do Landtagu w 1932, doprowadził do upowszechnienia się opinii o monarchistycznym i tradycjonalistycznym nastawieniu NSDAP, oraz Hitlerze jako reprezentancie niemieckiego narodu i tęsknoty za potęgą Rzeszy.
W 1933 August Wilhelm stał się członkiem Rady Pruskiej i wszedł do Reichstagu. Jednak po doprowadzeniu do dyktatury Hitlera miał nadzieję, że ten przywróci monarchię w Niemczech ustanawiając cesarzem, bądź to jego samego, bądź syna, Aleksandra. Po osobistych zapewnieniach Hitlera, który wiosną 1934 w bezpośredniej rozmowie z księciem przychylił się do ambicji Augusta Wilhelma, rozpoczęła się aktywna propaganda tych planów wśród nazistów-monarchistów. Tymczasem latem tego samego roku August Wilhelm został schwytany przez SS w trakcie tzw. „nocy długich noży” i osadzony w więzieniu, co jednak nie zmniejszyło jego czci wobec osoby wodza.
1 lipca 1939 został awansowany na SA-Obergruppenführera. Jednak po dyskryminujących uwagach pod adresem Goebbelsa, wypowiadanych w gronie prywatnym, został w 1942 potępiony przez władze i stracił polityczne znaczenie.
Na wieść o zbliżającej się Armii Czerwonej, na początku lutego 1945, August Wilhelm ze swoją bratową, Cecylią Mecklenburg-Schwerin uciekł do Kronbergu, do jego ciotki Małgorzaty Heskiej.
Z końcem II wojny światowej, 8 maja 1945, August Wilhelm został aresztowany przez wojska amerykańskie i uwięziony w koszarach Flak-Kaserne Ludwigsburg. Przebywał tam do 1948. Za aktywny udział w NSDAP i SA został skazany na trzy lata więzienia. 
August Wilhelm zmarł w szpitalu w Stuttgarcie. Został pochowany na cmentarzu w Langenburgu.

## Genealogia
| Prapradziadkowie | król pruski Fryderyk Wilhelm III Hohenzollern (1770–1840) ∞1793 Luiza Augusta von Mecklemburg-Strelitz (1776–1810)                     | wielki książę Sachsen-Weimar-Eisenach Karol Fryderyk (1783–1853) ∞1804 Maria Pawłowna Romanowa (1786–1859)                             | książę Sachsen-Coburg-Gotha Ernest I Antoni Sachsen-Coburg-Gotha (1784–1844) ∞1817 Ludwika Dorota Sachsen-Gotha-Altenburg (1800–1831)  | Edward August Hanowerski (1767–1820) ∞1818 Wiktoria Ludwika Sachsen-Coburg-Saalfeld (1786–1861)                                        | książę Szlezwiku-Holsztynu Fryderyk Chrystian II Schleswig-Holstein-Sonderburg-Augustenburg (1765–1814) ∞1786 Luiza Augusta Oldenburg (1771–1843)             | Chrystian Konrad Danneskjold-Samsøe (?–?) ∞? NN | Karol Ludwik zu Hohenlohe-Langenburg (1762–1825) ∞1786 Amalie Henriette zu Solms-Baruth (1768−1847)                                                         | Emich Carl zu Leiningen (1763–1814) ∞1803 Wiktoria Ludwika Sachsen-Coburg-Saalfeld (1786–1861)                                                              |                                         |
| Pradziadkowie    | cesarz niemiecki Wilhelm I Hohenzollern (1797–1888) ∞1829 Augusta Maria von Sachsen-Weimar-Eisenach (1776–1810)                        | cesarz niemiecki Wilhelm I Hohenzollern (1797–1888) ∞1829 Augusta Maria von Sachsen-Weimar-Eisenach (1776–1810)                        | Albert von Sachsen-Coburg-Gotha (1783–1853) ∞1840 królowa Wielkiej Brytanii Wiktoria I Wielka (1819–1901)                              | Albert von Sachsen-Coburg-Gotha (1783–1853) ∞1840 królowa Wielkiej Brytanii Wiktoria I Wielka (1819–1901)                              | książę Szlezwika-Holsztynu Chrystian August II von Schleswig-Holstein-Sonderburg-Augustenburg (1798–1869) ∞ 1820 Ludwika Zofia Danneskjold-Samsøe (1796–1867) | książę Szlezwika-Holsztynu Chrystian August II von Schleswig-Holstein-Sonderburg-Augustenburg (1798–1869) ∞ 1820 Ludwika Zofia Danneskjold-Samsøe (1796–1867) | Ernest zu Hohenlohe-Langenburg (1794–1860) ∞1828 Anna Teodora zu Leiningen (1807–1872)                                                                      | Ernest zu Hohenlohe-Langenburg (1794–1860) ∞1828 Anna Teodora zu Leiningen (1807–1872)                                                                      |                                         |
| Dziadkowie       | cesarz niemiecki Fryderyk III Hohenzollern (1831–1888) ∞1858 Wiktoria Adelajda Sachsen-Coburg-Gotha (1840-1901)                        | cesarz niemiecki Fryderyk III Hohenzollern (1831–1888) ∞1858 Wiktoria Adelajda Sachsen-Coburg-Gotha (1840-1901)                        | cesarz niemiecki Fryderyk III Hohenzollern (1831–1888) ∞1858 Wiktoria Adelajda Sachsen-Coburg-Gotha (1840-1901)                        | cesarz niemiecki Fryderyk III Hohenzollern (1831–1888) ∞1858 Wiktoria Adelajda Sachsen-Coburg-Gotha (1840-1901)                        | książę Szlezwika-Holsztynu Fryderyk VIII Schleswig-Holstein-Sonderburg-Augustenburg (1829–1880) ∞1856 Adelajda Wiktoria zu Hohenlohe-Langenburg (1835–1900)   | książę Szlezwika-Holsztynu Fryderyk VIII Schleswig-Holstein-Sonderburg-Augustenburg (1829–1880) ∞1856 Adelajda Wiktoria zu Hohenlohe-Langenburg (1835–1900)   | książę Szlezwika-Holsztynu Fryderyk VIII Schleswig-Holstein-Sonderburg-Augustenburg (1829–1880) ∞1856 Adelajda Wiktoria zu Hohenlohe-Langenburg (1835–1900) | książę Szlezwika-Holsztynu Fryderyk VIII Schleswig-Holstein-Sonderburg-Augustenburg (1829–1880) ∞1856 Adelajda Wiktoria zu Hohenlohe-Langenburg (1835–1900) |                                         |
| Rodzice          | cesarz niemiecki Wilhelm II Hohenzollern (1859–1941) ∞1881 Augusta Wiktoria von Schleswig-Holstein-Sonderburg-Augustenburg (1858–1921) | cesarz niemiecki Wilhelm II Hohenzollern (1859–1941) ∞1881 Augusta Wiktoria von Schleswig-Holstein-Sonderburg-Augustenburg (1858–1921) | cesarz niemiecki Wilhelm II Hohenzollern (1859–1941) ∞1881 Augusta Wiktoria von Schleswig-Holstein-Sonderburg-Augustenburg (1858–1921) | cesarz niemiecki Wilhelm II Hohenzollern (1859–1941) ∞1881 Augusta Wiktoria von Schleswig-Holstein-Sonderburg-Augustenburg (1858–1921) | cesarz niemiecki Wilhelm II Hohenzollern (1859–1941) ∞1881 Augusta Wiktoria von Schleswig-Holstein-Sonderburg-Augustenburg (1858–1921)                        | cesarz niemiecki Wilhelm II Hohenzollern (1859–1941) ∞1881 Augusta Wiktoria von Schleswig-Holstein-Sonderburg-Augustenburg (1858–1921)                        | cesarz niemiecki Wilhelm II Hohenzollern (1859–1941) ∞1881 Augusta Wiktoria von Schleswig-Holstein-Sonderburg-Augustenburg (1858–1921)                      | cesarz niemiecki Wilhelm II Hohenzollern (1859–1941) ∞1881 Augusta Wiktoria von Schleswig-Holstein-Sonderburg-Augustenburg (1858–1921)                      |                                         |
| Probant          | August Wilhelm Hohenzollern (1887–1949)                                                                                                | August Wilhelm Hohenzollern (1887–1949)                                                                                                | August Wilhelm Hohenzollern (1887–1949)                                                                                                | August Wilhelm Hohenzollern (1887–1949)                                                                                                | August Wilhelm Hohenzollern (1887–1949) | August Wilhelm Hohenzollern (1887–1949) | August Wilhelm Hohenzollern (1887–1949) | August Wilhelm Hohenzollern (1887–1949) | August Wilhelm Hohenzollern (1887–1949) |